# Haas VF-18
El Haas VF-18 fue un monoplaza de Fórmula 1 diseñado por Haas F1 Team para competir en la temporada 2018. La unidad de potencia, el sistema de transmisión de ocho velocidades y el sistema de recuperación de energía son los que usa la Scuderia Ferrari. El coche fue conducido por el francés Romain Grosjean y el danés Kevin Magnussen.

## Resultados
(Clave) (negrita indica pole position) (cursiva indica vuelta rápida)

| Año  | Motor                | Neu. | N.º | Pilotos         | 1   | 3   | 2   | 4   | 5   | 6   | 7   | 8   | 9   | 10  | 11  | 12  | 13  | 14  | 15  | 16  | 17  | 18  | 19  | 20  | 21  | Puntos | Pos. |
| ---- | -------------------- | ---- | --- | --------------- | --- | --- | --- | --- | --- | --- | --- | --- | --- | --- | --- | --- | --- | --- | --- | --- | --- | --- | --- | --- | --- | ------ | ---- |
| 2018 | Ferrari 063 V6 Turbo | P    |     |                 | AUS | BHR | CHN | AZE | ESP | MON | CAN | FRA | AUT | GBR | GER | HUN | BEL | ITA | SIN | RUS | JPN | USA | MEX | BRA | ABU | 93     | 5º   |
| 2018 | Ferrari 063 V6 Turbo | P    | 8   | Romain Grosjean | Ret | 13  | 17  | Ret | Ret | 15  | 12  | 11  | 4   | Ret | 6   | 10  | 7   | DSQ | 13  | 11  | 8   | Ret | 16  | 8   | 9   | 93     | 5º   |
| 2018 | Ferrari 063 V6 Turbo | P    | 20  | Kevin Magnussen | Ret | 5   | 10  | 13  | 6   | 13  | 13  | 6   | 5   | 9   | 11  | 7   | 8   | 16  | 18  | 8   | Ret | DSQ | 15  | 9   | 10  | 93     | 5º   |